# Вызов мастеров
«Вызов мастеров» или «Лу Ацай и Хуан Фэйхун» (кит. 陸阿采與黃飛鴻, англ. Challenge of the Masters) — гонконгский фильм режиссёра Лю Цзяляна, снятый на студии Shaw Brothers.

## Сюжет
После того, как отец отказывается обучать его кунг-фу, а ученики других школ боевых искусств избивали его, молодой Хуан Фэйхун учится у Лу Ацая, чтобы отомстить за зло, творимое школой-соперником.

## В ролях
| Актёр         | Роль               |
| ------------- | ------------------ |
| Чэнь Гуаньтай | Лу Ацай            |
| Гордон Лю     | Хуан Фэйхун        |
| Вон Ю         | учитель Линь Туцян |
| Лили Ли       | Хэ Сюлянь          |
| Цзян Дао      | Жэнь Лян           |
| Кон Ён        | Хуан Циин          |
| Лау Кавин     | офицер Юань Чжэн   |
| Лю Цзялян     | Чжэнь Эрху         |
| Ши Чжунтянь   | учитель Пэн Юньган |
| Чен Хонъип    | Цэн Син            |
| Фун Хакъон    | Ян Чун             |